# فریال گواشیری
فریال گواشیری یک سیاستمدار ایرانی -آمریکایی است. او از سال ۲۰۱۴ دستیار مخصوص باراک اوباما رئیس جمهور آمریکا است. وی فارغ‌التحصیل رشته ی حقوق از دانشگاه ایرواین، کالیفرنیااست.